# Bi Feiyu
Bi Feiyu (Cinese semplificato:毕飞宇; cinese tradizionale:畢飛宇 ; pinyin: Bì Fēiyǔ; Xinghua, 19 gennaio 1964) è uno scrittore, docente e giornalista cinese.

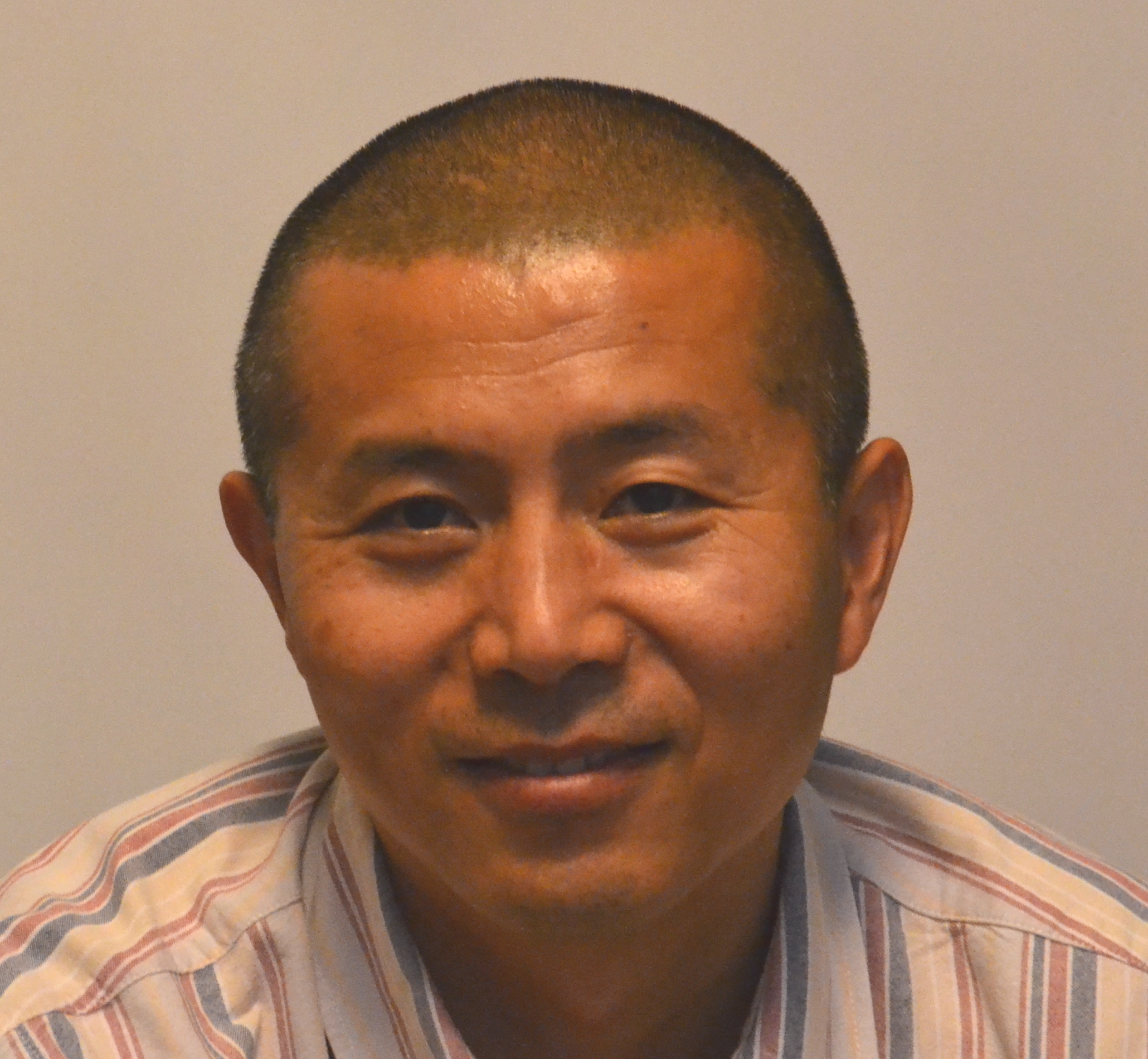
Bi Feiyu nel 2013

È uno dei maggiori esponenti del panorama letterario cinese contemporaneo e vincitore di numerosi premi letterari nazionali ed internazionali. È noto anche per aver scritto la sceneggiatura del film Shanghai Triad - La triade di Shangai di Zhang Yimou candidato ai Golden Globe del 2006.

## Biografia
Bi Feiyu nasce nel 1964 a Xinghua, nella provincia del Jiangsu, dove il padre, accusato di essere un esponente di destra durante la Rivoluzione Culturale, fu costretto all'esilio con la famiglia. Bi Feiyu viene avviato agli studi letterari dai suoi genitori, entrambi insegnanti, e da importanti personaggi accademici anch'essi esiliati a Xinghua.
Dopo la laurea in Letteratura Cinese all'Università di Yangzhou nel 1987, ottiene una cattedra a Nanchino in una scuola di formazione di insegnanti per non vedenti e non udenti. Nel periodo universitario, mentre la Cina esce dal silenzio imposto dalla Rivoluzione Culturale, Bi entra in contatto con i maggiori autori della tradizione occidentale, come Shakespeare, Tolstoj, Kafka, Joyce e Calvino.
Nel 1992 viene assunto come giornalista al Nanjing Daily (南京日报, Nanjing Ribao), con cui collabora per sei anni. Il contributo alla rivista è però davvero esiguo perché, come ha lui stesso ha dichiarato nel 2009, l'editore non apprezzava il suo modo di scrivere. Nel 1998 inizia a lavorare per la rivista letteraria Yuhua (雨花) ed entra a far parte della Jiangsu Writers' Association, di cui è oggi vice-presidente. Insegna all'Università di Nanchino, città in cui risiede.

## Temi principali
Bi Feiyu è considerato un esponente dell'avanguardia letteraria cinese degli anni Novanta e appartiene alla stessa generazione di scrittori di cui fanno parte Yu Hua (余华), Ge Fei (格非) e Su Tong (苏童). La sua intera produzione si focalizza su due tematiche: il rapporto tra contesto urbano e rurale cinese e l'analisi della figura femminile. Il suo scopo è sempre quello di portare alla luce le realtà più disagiate del contesto cinese, usando la letteratura come strumento di denuncia dei mali della società.

### Campagna e città
L'esilio forzato della sua famiglia in campagna certamente influenza la sua produzione e lui stesso si definisce "un uomo di campagna che vive in città". Lo sfondo delle sue opere si divide tra realtà rurali e urbane, perlopiù rappresentate dal villaggio Wang e dalla cittadina di Duanqiao. Egli porta in scena il dramma di personaggi che cercano disperatamente di farsi accettare nel contesto urbano, o gli stravolgimenti che la Rivoluzione Culturale ha causato all'economia e alla politica cinese, i cui maggiori effetti si sono riversati sulle aree rurali.
L'opera Buru qi de nüren tratta il dramma sociale dei cosiddetti "bambini lasciati indietro" (留守儿童, liushou ertong), ossia i bimbi lasciati soli nelle campagne mentre i genitori migrano nelle città in cerca di lavoro. Attraverso il personaggio di Wang Wang, un bambino che vive in campagna con il nonno e che vede i suoi genitori solo cinque giorni all'anno, Bi Feiyu pone l'attenzione su questo fenomeno enormemente diffuso in Cina, denunciandone la crudeltà.
Pingyuan, considerato come uno dei dieci migliori romanzi cinesi del 2005, offre un'originale scorcio sulla distorta e corrotta mentalità delle comuni popolari. Il romanzo, ambientato tra il villaggio Wang e la città di Duanqiao negli ultimi anni della Rivoluzione Culturale e nel periodo successivo alla morte di Mao, si pone un duplice obbiettivo: descrivere attraverso una storia d'amore dall'epilogo tragico l'arretratezza del contesto rurale e la repressione sessuale, e capovolgere l'immagine "vittimizzata" dei giovani di città esiliati nelle campagne.

### La rappresentazione delle donne
Bi è anche noto per la sua capacità di analizzare e di rappresentare la figura femminile, e per questo viene considerato da molti il miglior scrittore cinese della psiche femminile: le protagoniste delle sue opere sono spesso donne che vogliono emanciparsi, risolute ed ambiziose, che non si fanno scrupoli ad usare la propria sessualità o che devono affrontare costosi sacrifici e lotte interiori per raggiungere i propri obiettivi.
Nel racconto Qingyi, la promettente attrice dell'opera di Pechino Xiao Yanqiu si ritrova prima protagonista e poi vittima dei macchinosi intrighi messi in atto per ottenere il ruolo della dea Chang'e. All'età di diciannove anni Xiao Yanqiu viene espulsa dalla troupe per aver sfigurato un'attrice che aveva tentato di rubarle la parte. L'occasione per lei si ripresenta venti anni dopo, quando, dopo aver intrattenuto una relazione con un ricco uomo d'affari, ne ottiene il patrocinio e viene nuovamente proposta per il ruolo di Chang'e. Ad interporsi però tra lei e la sua performance c'è una gravidanza inaspettata: la donna si ritrova quindi combattuta tra il desiderio di maternità e il sogno artistico di una vita. Xiao Yanqiu infine decide di abortire, ma le sue condizioni di salute si aggravano, impedendole di arrivare in tempo alla prima. Qui Bi Feiyu ricrea una delle scene più suggestive ed indimenticabili della narrativa cinese moderna: Xiao Yanqiu, in preda al delirio, si ritrova ad interpretare la sua parte davanti all'ingresso del teatro, totalmente ignara del sangue che le scorre sulle gambe macchiando la neve ai suoi piedi.
Yumi è una raccolta di tre racconti, rispettivamente le storie delle tre sorelle Yumi, Yuxiu e Yuyang. Ambientate tra il villaggio Wang e la città di Duanqiao, portano in scena la vita delle donne in una società patriarcale. Le tre protagoniste, in contrapposizione ai deboli personaggi maschili, vengono presentate come donne forti e risolute e capaci di utilizzare il proprio corpo come strumento di vendetta, potere e manipolazione.

### I maestri di Tuina推拿
La tematica sociale torna di nuovo in Tuina, primo romanzo contemporaneo cinese a concentrarsi interamente sulla vita dei massaggiatori ciechi che vivono ai margini della società cinese. L'ispirazione per quest'opera deriva non solo dall'esperienza giovanile di Bi nella scuola di insegnanti per non vedenti, ma anche dal fatto che per diversi anni ha frequentato un centro di massaggiatori tuina ciechi. In un'intervista ha raccontato un episodio risalente a quel periodo: una sera, nell'orario di chiusura del centro, le luci vennero spente e clienti e personale rimasero al buio. Una massaggiatrice prese la sua mano e lo condusse lungo il corridoio, dicendogli «Ecco, signor Bi, io riesco a vedere meglio di lei». Questo episodio portò Bi a scoprire che la cecità non deve essere necessariamente considerata un limite, e che anzi può trasformarsi in uno strumento che consente una percezione del mondo più profonda. L'idea del romanzo Tuina nasce quindi con il desiderio di sollevare il problema sociale dei non vedenti e di descrivere le implicazioni pratiche che questa condizione ha sulla loro vita.
Il romanzo è composto da 21 capitoli e dall'epilogo, e si svolge in una clinica di massaggi a Nanchino. Ogni capitolo si concentra su un personaggio, un massaggiatore non vedente, ma più che raccontare la storia di questi lavoratori, l'autore si focalizza sulla descrizione delle loro capacità (uditive, tattili e olfattive), sulle loro sensibilità e i loro sentimenti, cercando di far emergere prima di tutto la nobiltà e la dignità che li caratterizzano e il modo in cui costruiscono le loro relazioni interpersonali. Attraverso questo romanzo Bi riconosce e si fa portavoce delle difficoltà che affronta questa fascia della popolazione cinese, denunciando allo stesso tempo il disinteresse da parte degli organi governativi. Pur non essendo la prima intenzione dell'autore, il romanzo ha risvegliato nei tuina una maggior consapevolezza del loro status sociale. Da questo romanzo è stato tratto un film omonimo, trasmesso anche su CCTV, che ha ottenuto un discreto successo, vincendo nel 2014 il premio al miglior film al Golden Horse Film Festival di Taiwan.

## Stile
La fama di Bi Feiyu è dovuta sia alle tematiche che affronta, sia allo stile e alla lingua utilizzati. Se nelle opere giovanili lo scrittore dimostra una tendenza alla sperimentazione, che include anche la scrittura poetica, con Buru qi de nüren si apre una nuova fase creativa che può essere definita realista: senza abbandonare il proprio stile, Bi inizia a mettere al centro delle sue opere tematiche sociali più concrete, ritenendo che la letteratura debba occuparsi principalmente dei problemi del mondo e dei sentimenti umani.
Il suo stile e la sua lingua sono difficilmente rintracciabili in altri autori dalle stesse origini. La sua abilità nell'affiancare elementi linguistici popolari a citazioni di poesia classica o a discorsi maoisti gli consentono di ottenere una prosa molto colloquiale e libera da schemi, intenzionata a catturare e riprodurre l'essenza e l'umanità dei suoi personaggi. Questo vale anche per le atmosfere rustiche che Bi descrive attraverso metafore, iperboli, prosopopee e spesso forme dialettali che contribuiscono a ricreare il contesto rurale che più volte è al centro dei suoi racconti. Allo stesso tempo è però evidente il residuo poetico che porta a definire la sua una prosa poetica, perché ricca di metafore e riferimenti letterari.

## Opere
- 1991. 孤岛, Gudao (traduzione letterale: L'isola solitaria)
- 1993. 五月九日或十日, Wuyue jiuri huo shiri (traduzione letterale: Nove o dieci maggio)
- 1994. 雨天的棉花糖, Yutian de mianhuatang (traduzione letterale: Zucchero filato in un giorno di pioggia)

- 1996. 哺乳期的女人, Buru qi de nüren, (traduzione letterale: La donna in lattazione)
- 2002. 地球上的王家庄, Diqiushang de Wang Jia Zhuang (traduzione letterale: Il villaggio Wang nel mondo)
- 2005. 彩虹, Caihong (traduzione letterale: Arcobaleno)

- 1998. 那年夏天，那年秋天, Nanian Xiatian, Nanian qiutian (traduzione letterale: Quell'estate, quell'autunno)
- 2000. 青衣, Qingyi[9]
- 2002. 玉米, Yumi

Le tre sorelle, trad. di Maria Gottardo e Monica Morzenti, Palermo, Sellerio, 2014, ISBN 9788838932304
- 2005. 平原, Pingyuan (traduzione letterale: La piana)
- 2008. 推拿, Tuina

I Maestri di Tuina, trad. di Maria Gottardo e Monica Morzenti, Palermo, Sellerio, 2012, ISBN 9788838927508

## Premi
- 1996 - National Best Short Fiction: Buru qi de nüren (哺乳期的女人)
- 1997 - Premio Letterario Lu Xun: Buru qi de nüren (哺乳期的女人)
- 2001 - Chinese Fiction Institution Award: Le tre sorelle (玉米) e Qingyi (青衣)
- 2011 - Man Asian Literary Prize: Le tre sorelle (玉米)
- 2011 - Premio Letterario Mao Dun: I maestri di Tuina (推拿)